# Église Saint-Thomas de Touques
Pour les articles homonymes, voir Église Saint-Thomas.
L'église Saint-Thomas est un édifice catholique du XIIIe siècle qui se dresse sur le territoire de la commune française de Touques, dans le département du Calvados, en région Normandie. L'édifice est inscrit au titre des monuments historiques.

## Localisation
L'église est située dans le bourg de Touques, dans le département français du Calvados.

## Historique
L'église porte le vocable Saint-Thomas en référence à Thomas Becket après son passage à Touques[réf. nécessaire].

## Description
La présence de plusieurs styles architecturaux peut être observée : le style roman d'origine n'est plus visible que dans la nef du XIIe siècle et côtoie des éléments architecturaux de styles gothique et classique.
La façade est ajourée de fenêtres très hautes. On note un vitrail représentant l'assassinat de l'archevêque Thomas Becket.
Le portail est de style Louis XIV avec trois niches à statue qui sont vides.
La tour a été construite au XIIe siècle mais a été modifiée ultérieurement, avec notamment des contreforts. La flèche actuelle, haute de 21 m et recouverte d'ardoises, date de 1870. Avant cette date la tour était garni de hourds.

## Protection
L'église Saint-Thomas est inscrite au titre des monuments historiques par arrêté du 17 juillet 1926.

Vue extérieure
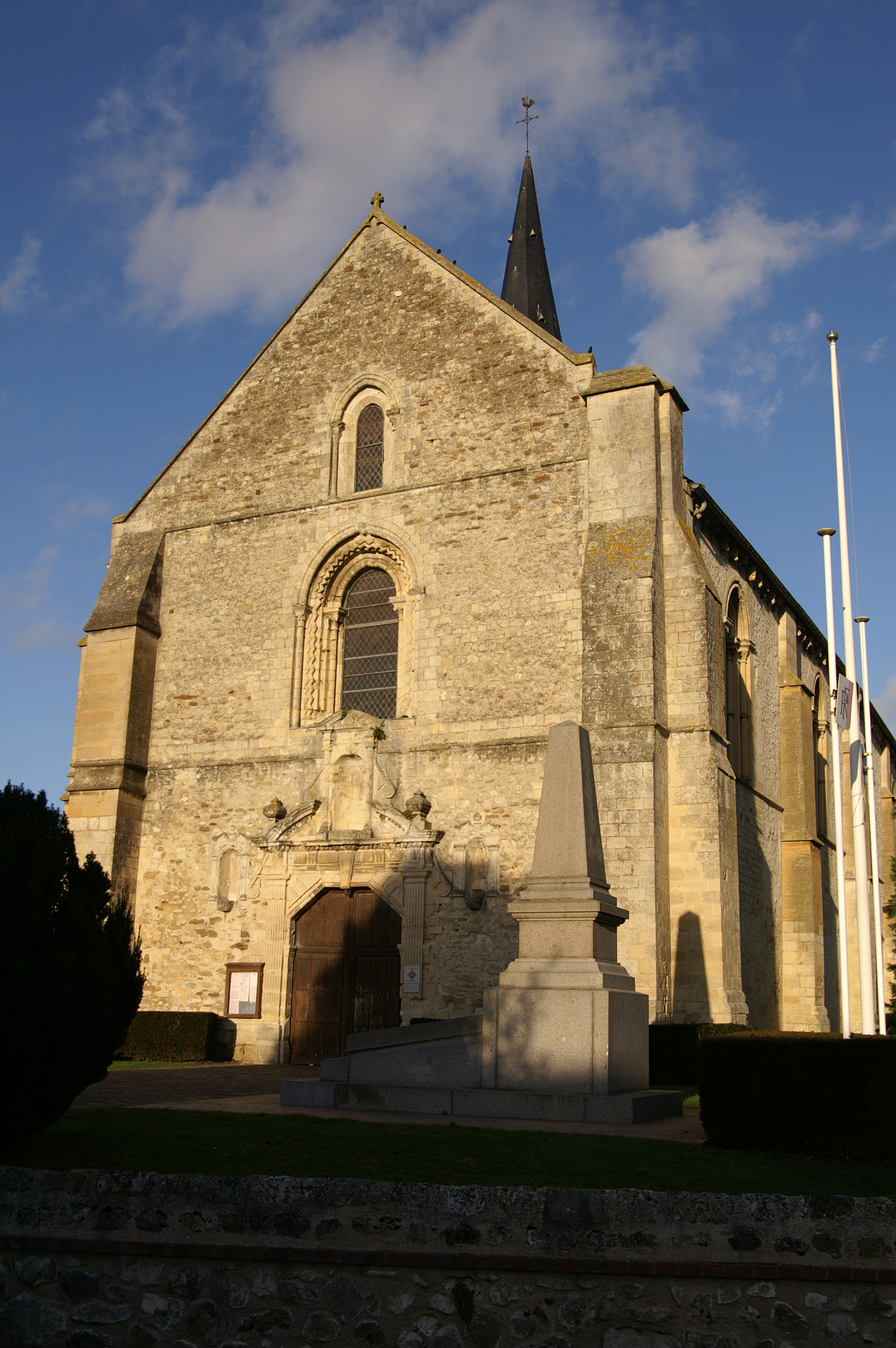
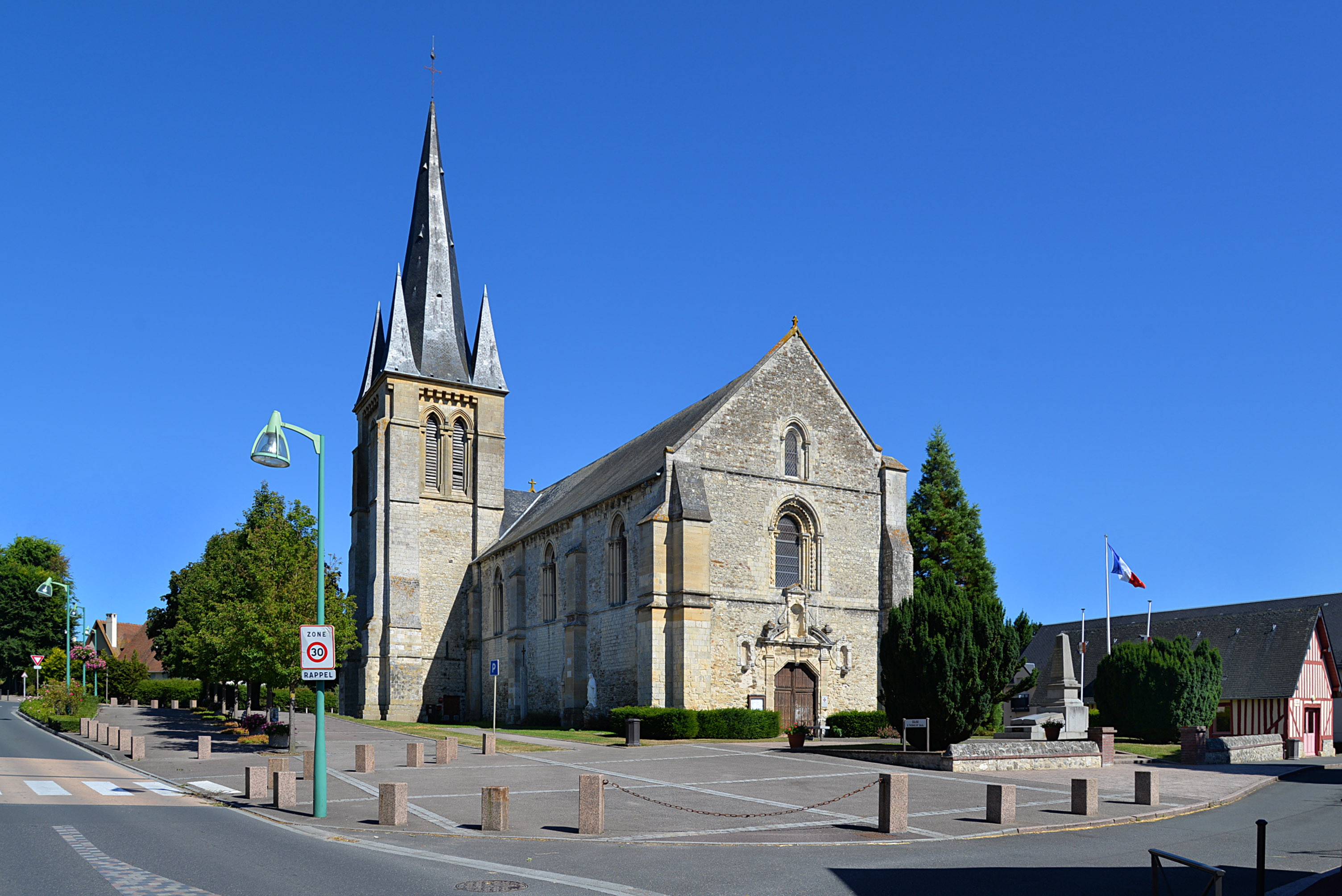
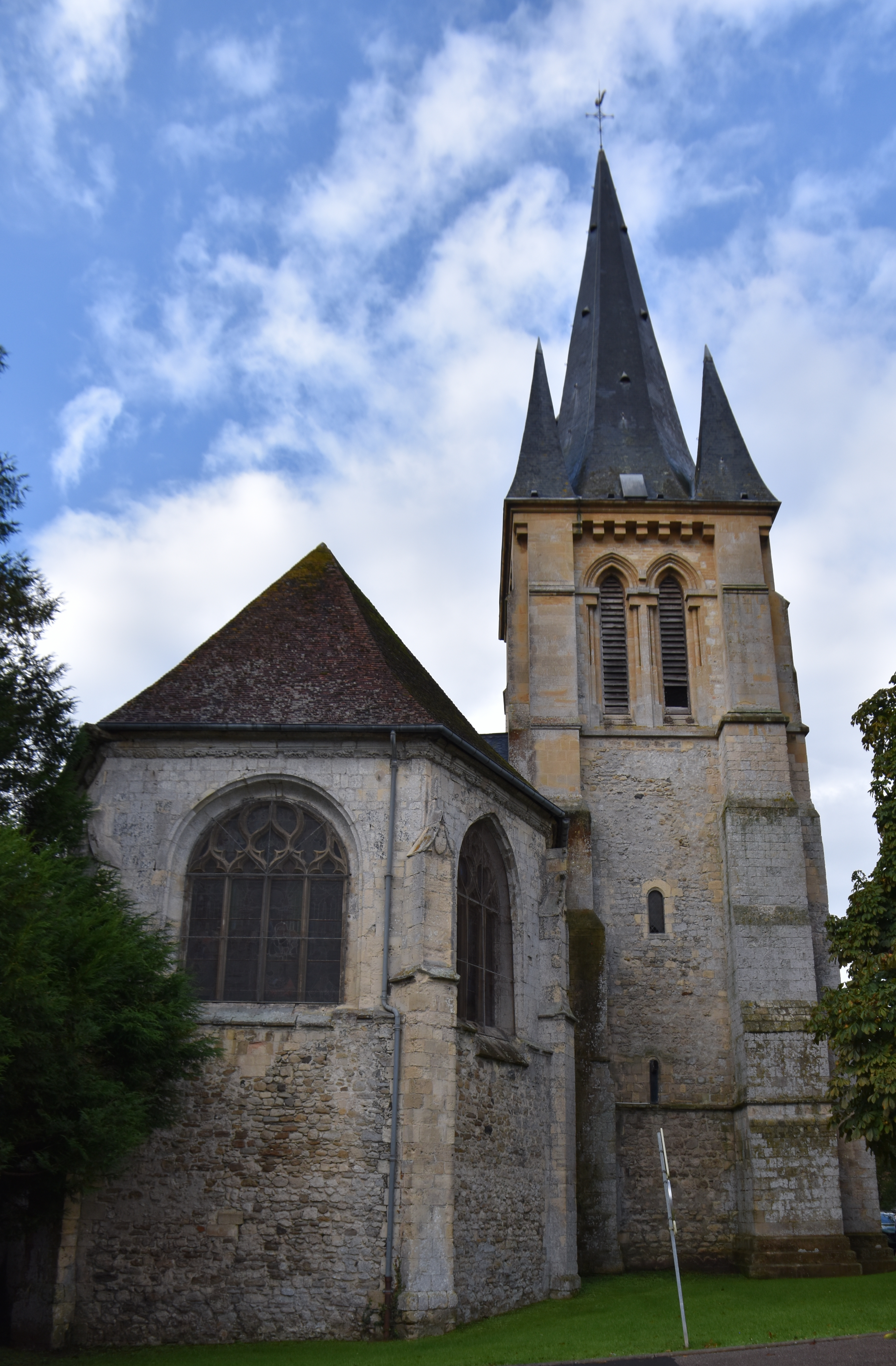
Vue du chevet.
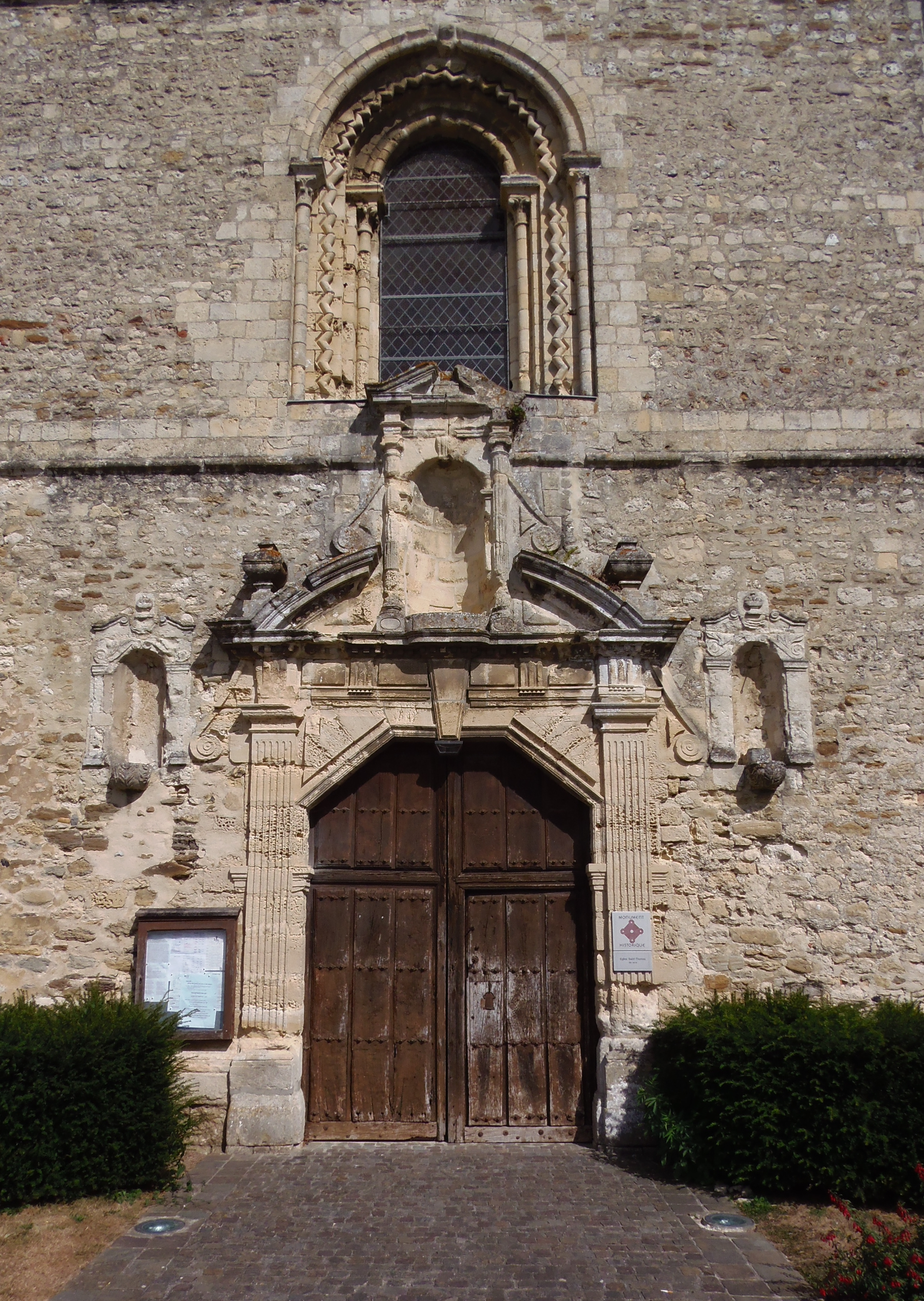
Détail du portail.
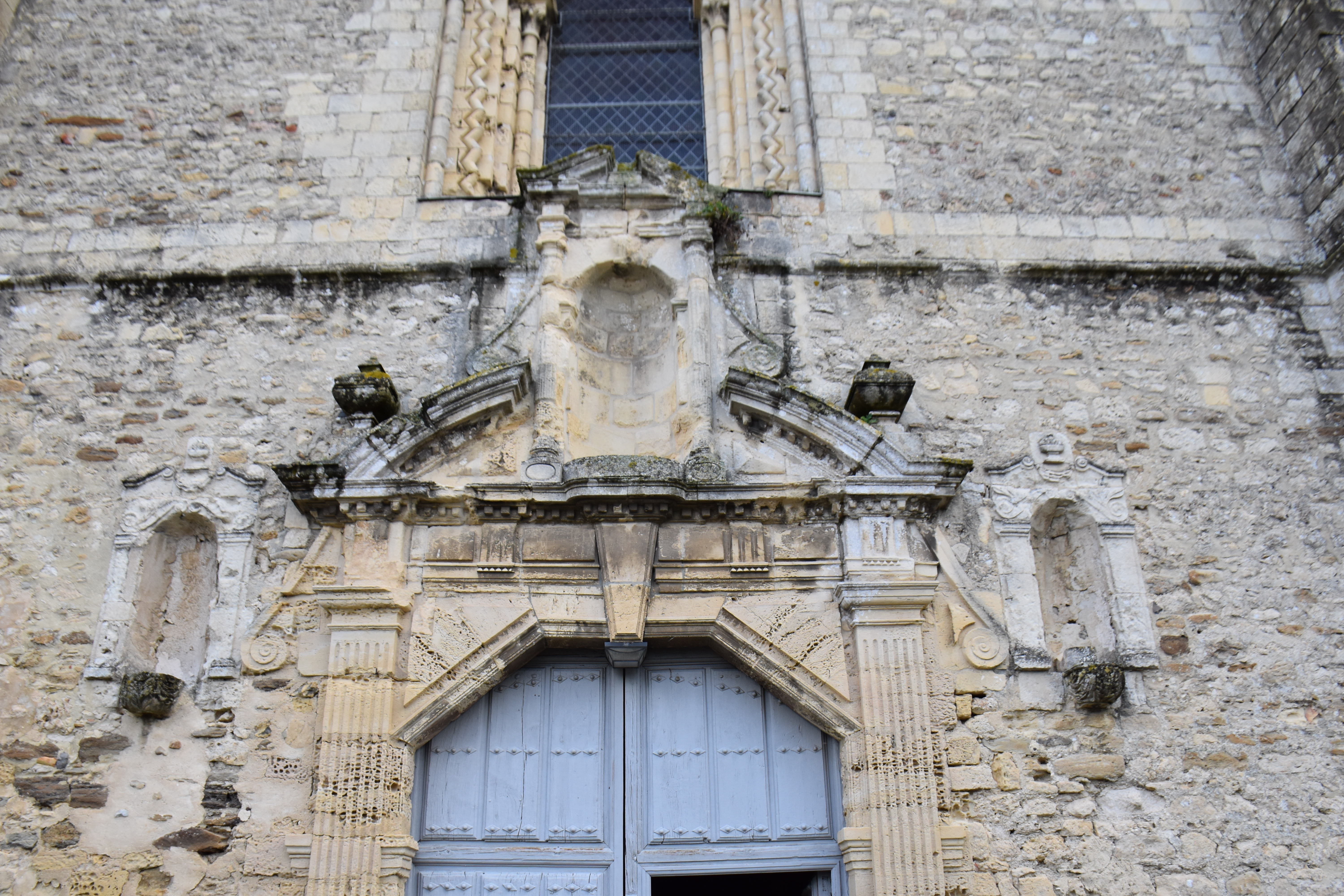
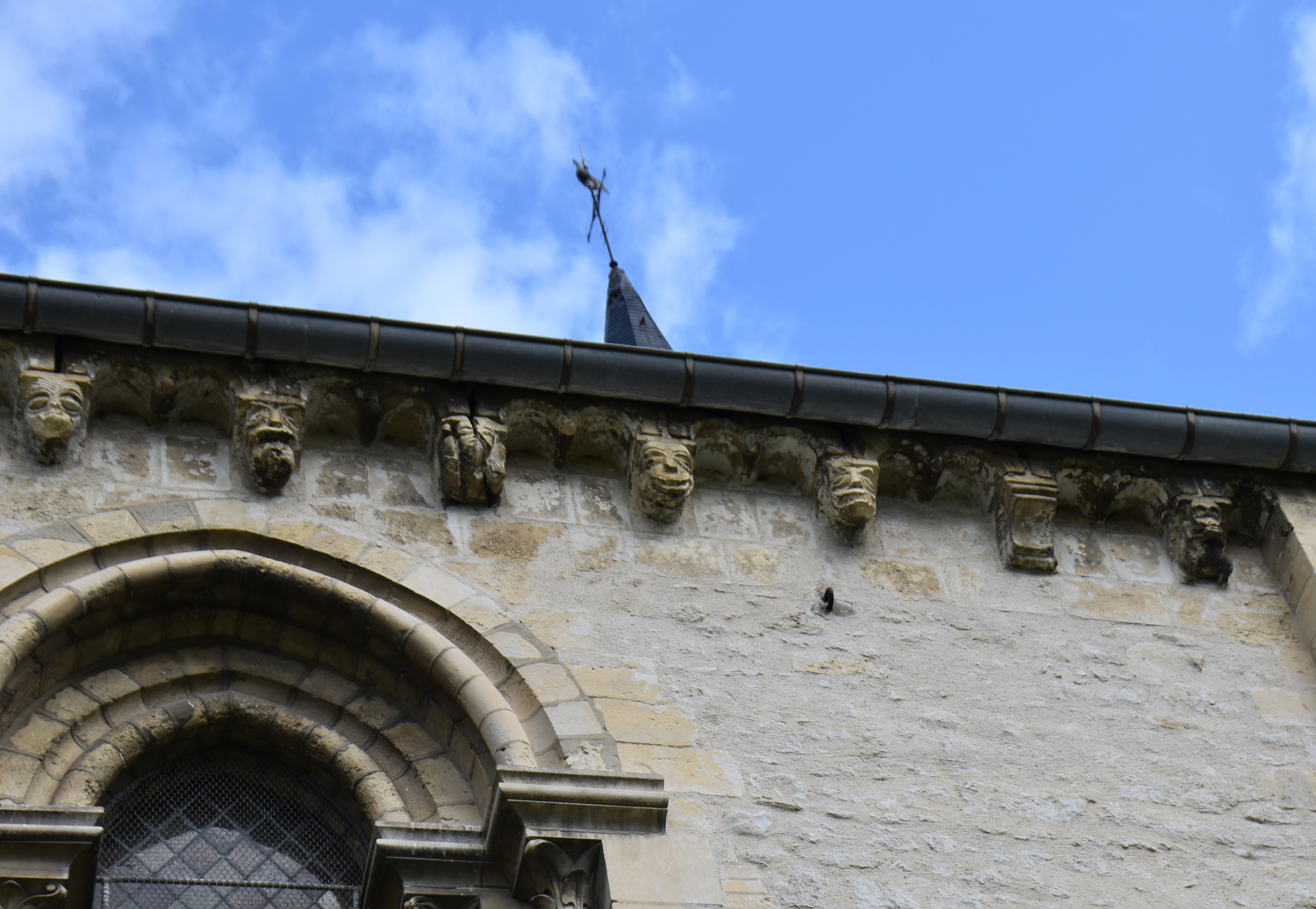
Les modillons sculptés.

Vue intérieure
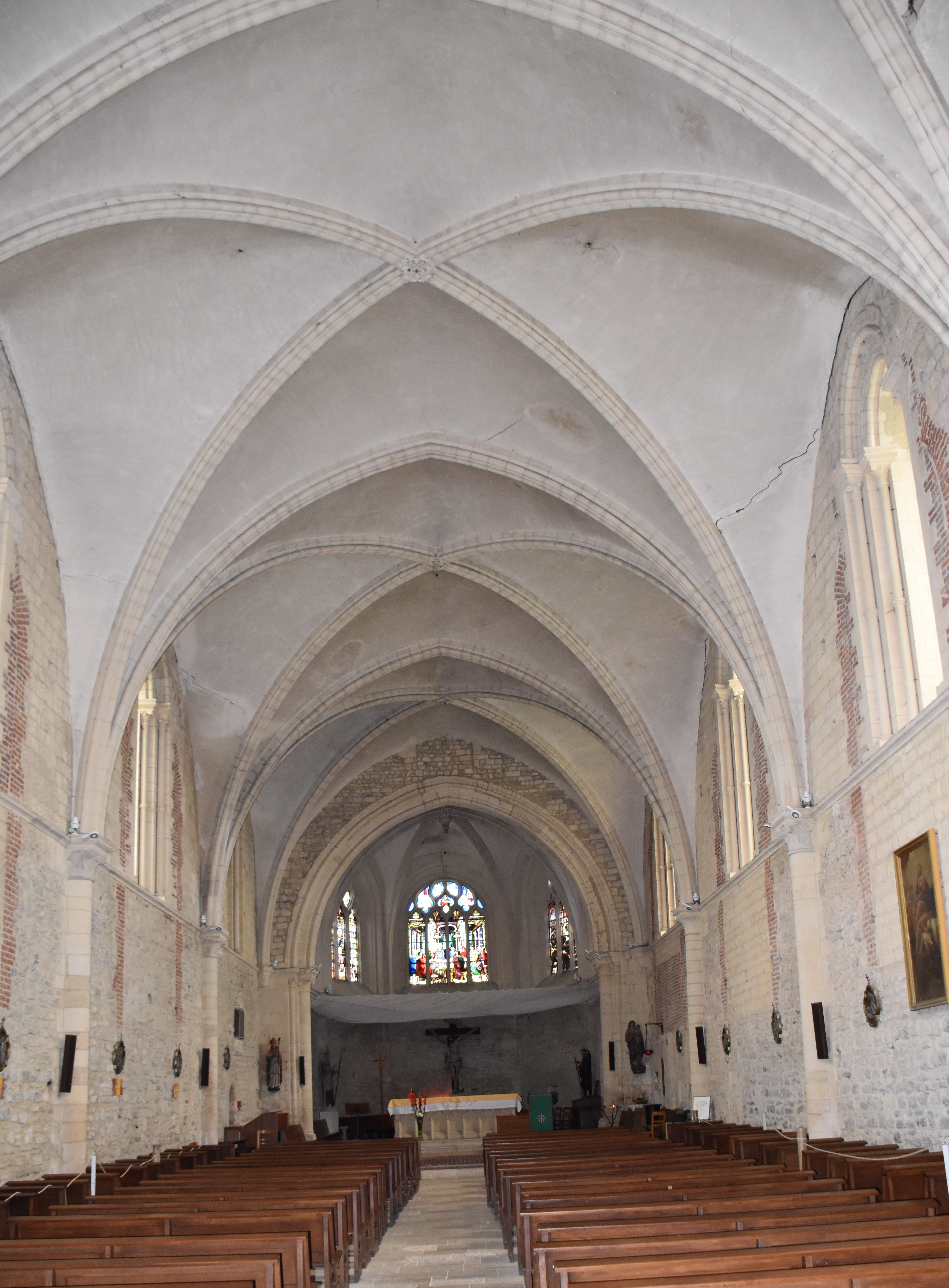
La nef.
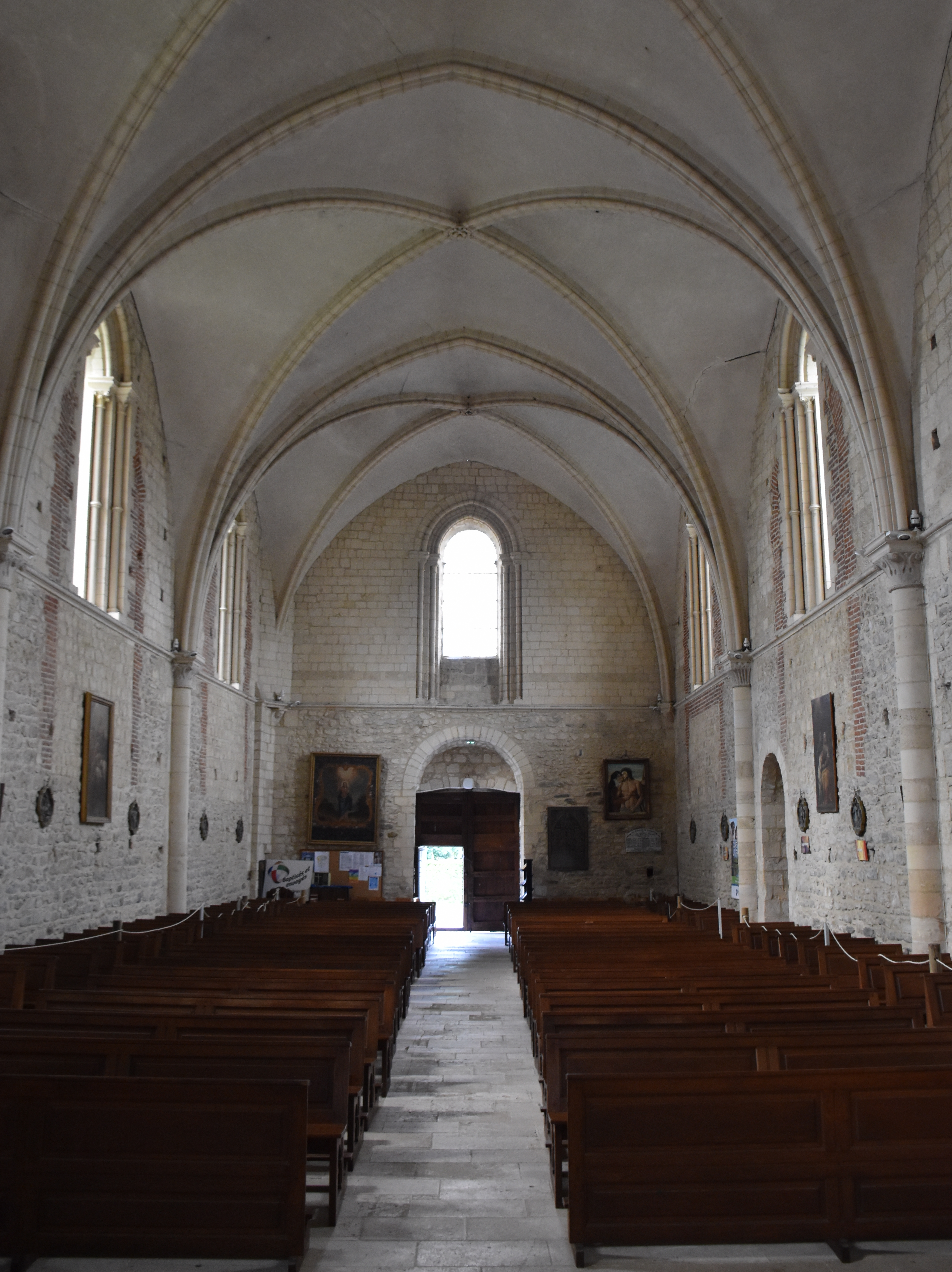
La nef côté porche.
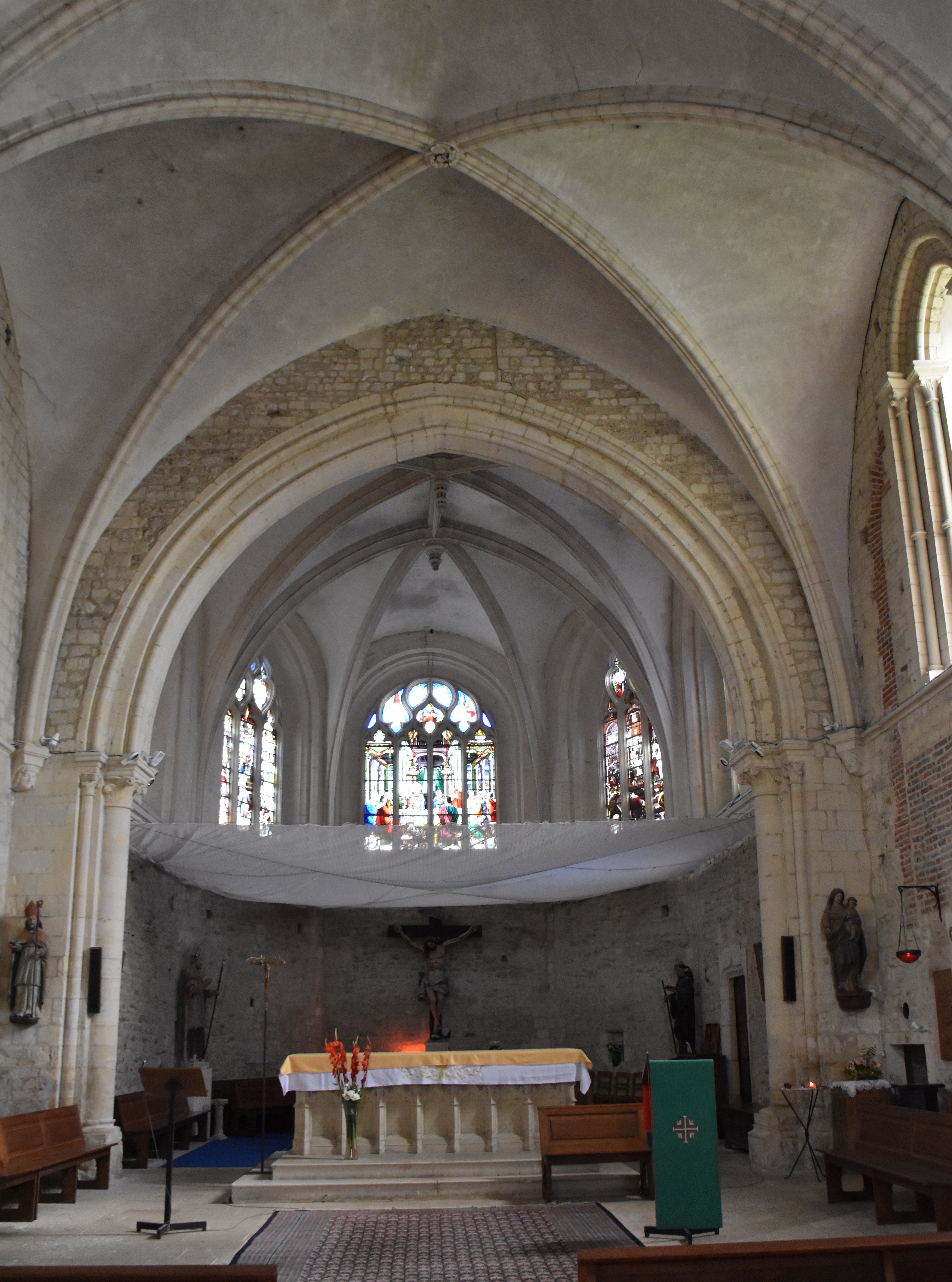
Le chœur.
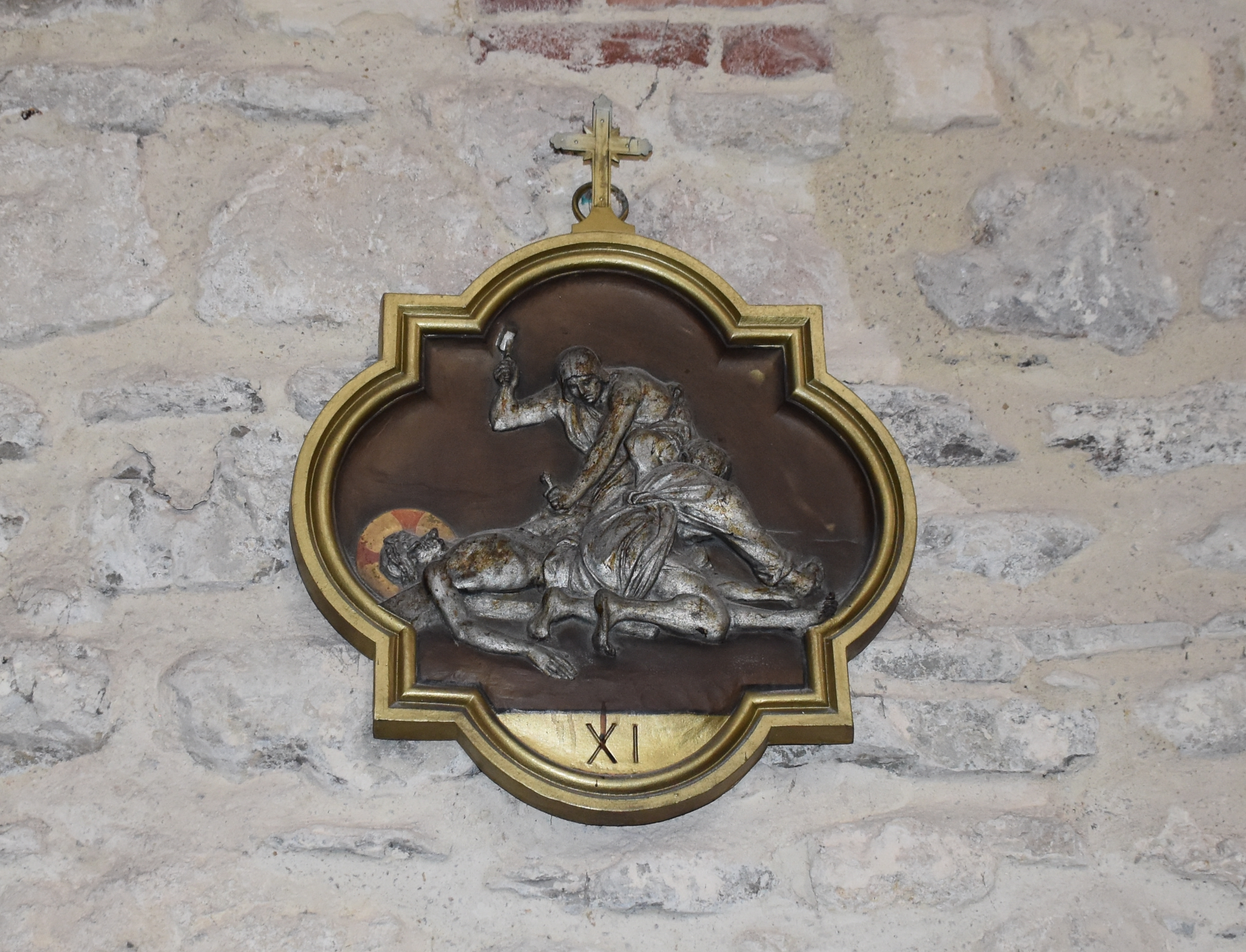
Chemin de croix - Station XI.
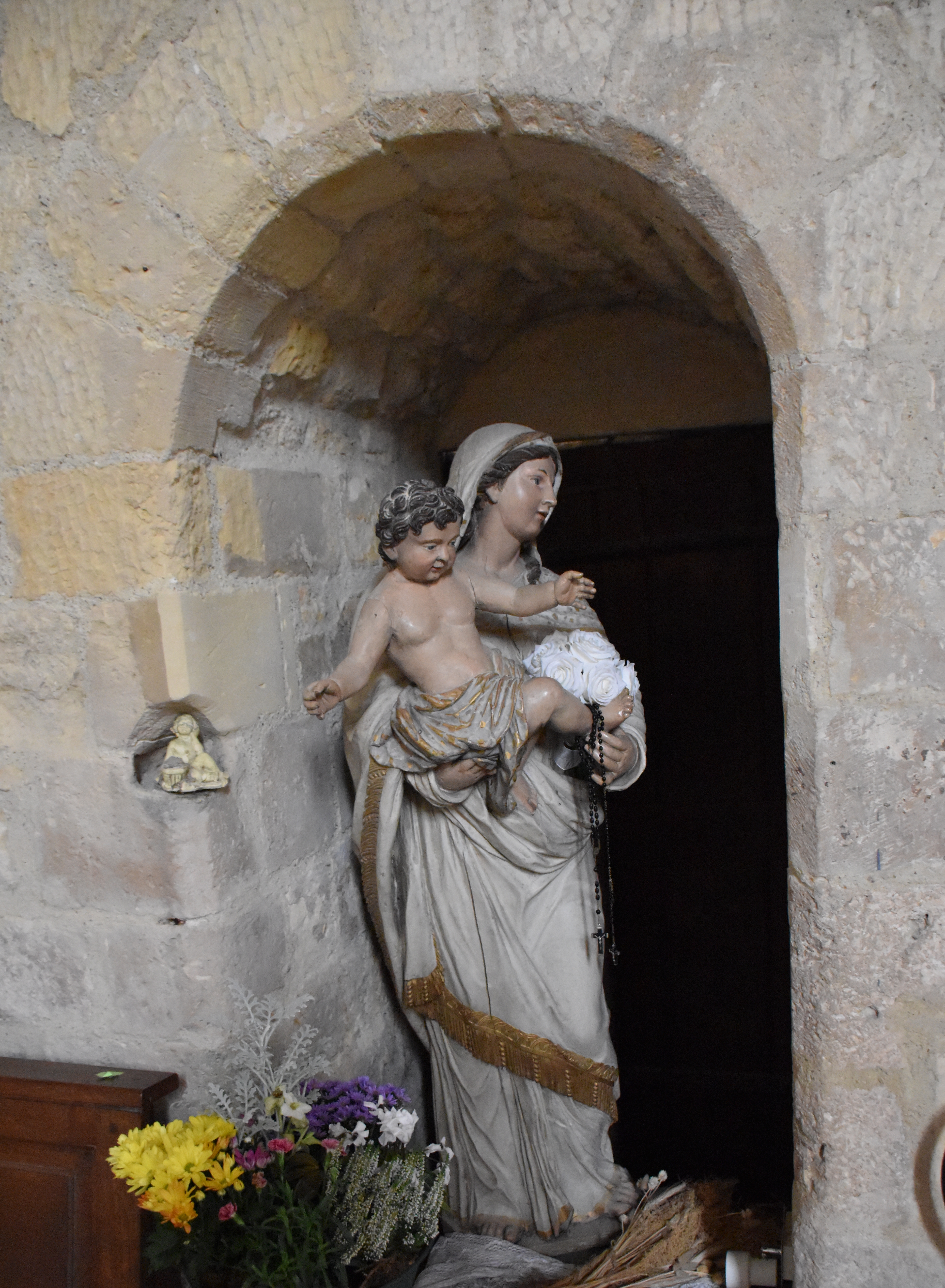
Vierge à l'Enfant.
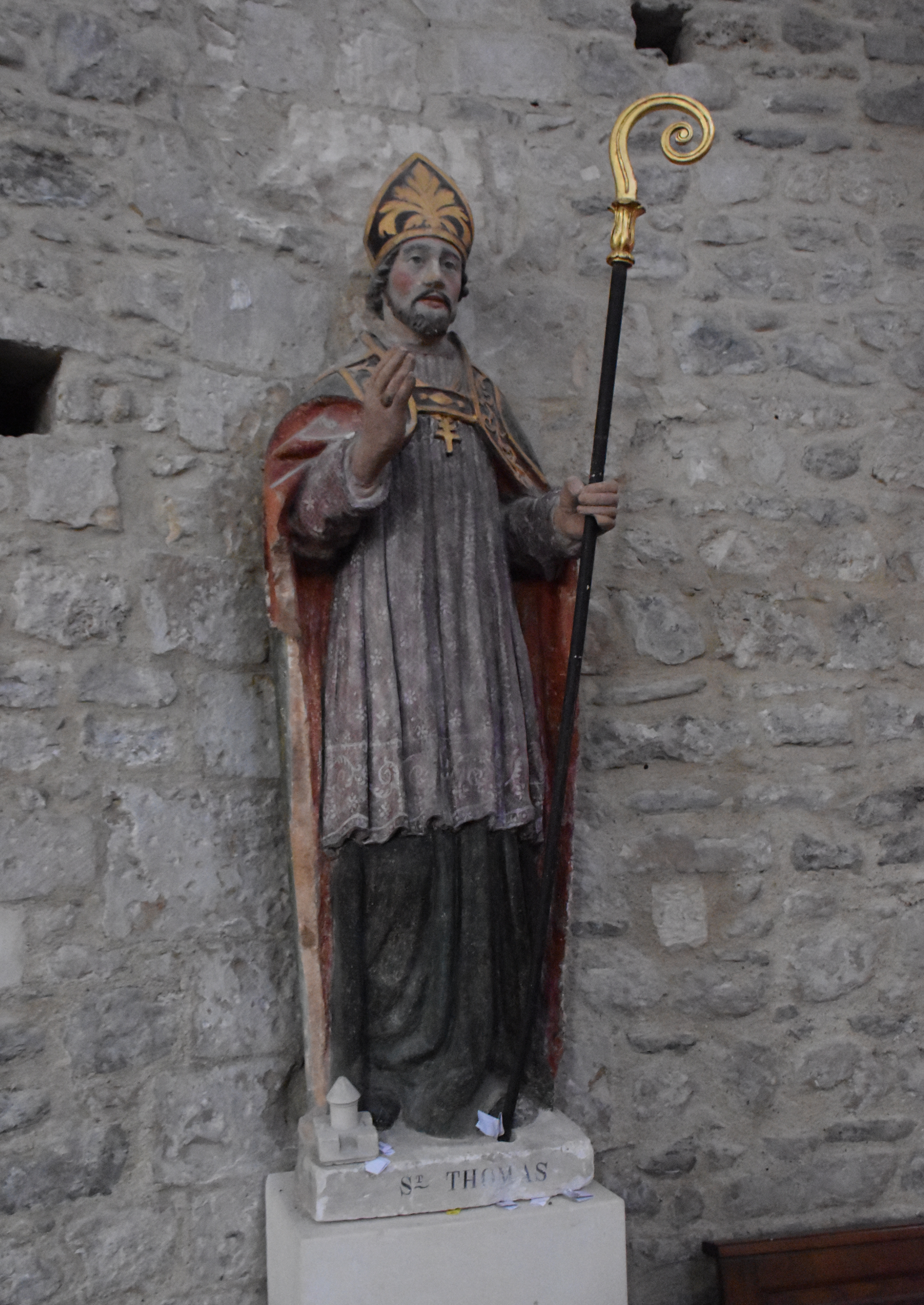
Statue de Saint-Thomas.